# Väheru
Väheru – wieś w Estonii, prowincji Valga, w gminie Karula.
Znajduje tu się stacja kolejowa Karula, położona na linii Valga – Koidula.